# Corpus hypercubus

Patron tridimensionnel d'un tesseract.

Corpus hypercubus est un tableau peint en 1954 par Salvador Dalí ; il représente Jésus crucifié sur le patron tridimensionnel d'un tesseract. Gala, l'épouse de Dalí, y est représentée en une Vierge Marie contemporaine, qui contemple Jésus crucifié. En arrière-plan, la baie de Portlligat,. Le tableau est au Metropolitan Museum of Art de New York.

## Description
La toile représente un crucifix (plus précisément, le patron tridimensionnel d'un tesseract) avec un corps christique lévitant sur la croix. Gala est représentée à ses pieds, le contemplant ; le traitement de ses vêtements rappelle Zurbarán et Murillo. Au fond apparaît un village, sans doute Cadaqués, lieu de résidence d'été de Dalí. La toile emploie un clair-obscur baroque.
Dalí affirma de cette toile : « je peignis une croix hypercubique sur laquelle le corps du Christ se convertit métaphysiquement en un neuvième cube, en suivant les préceptes et discours sur la forme cubique de Juan de Herrera, constructeur de l'Escorial, inspiré de Ramon Llull. »